# 小さな目撃者 (1970年の映画)
『小さな目撃者』（ちいさなもくげきしゃ、原題：Eyewitness）は、1970年制作のイギリスのサスペンス・スリラー映画。マーク・レスター主演。マーク・ヘブデン（ジョン・ハリス）の小説（原題・訳題とも同じ）を原作とする。

## あらすじ
地中海に浮かぶある小さな島に灯台守の祖父と姉のピッパ、家政婦と4人で暮らしている11歳のジギー少年は空想癖があり、皆を困らせていた。
ある日、島に某国の大統領がやって来た。その歓迎パレードをピッパと一緒に見に行ったジギーは、人ごみを避けて特等席になりそうなビルに入り込み、パレードを見物していた。
すると突然、1発の銃声が轟き、大統領が倒れた。暗殺事件が起きたのだ。驚いたジギーは次の瞬間、隣の部屋で太った警官が銃を構えているのを目撃、しかも逃げる途中で彼と目が合ってしまった。ジギーは大統領暗殺犯の唯一の目撃者となってしまったのだ。
何とか逃げおおせたジギーは事の次第を姉たちに話すが、いつもの空想癖と見なされて、相手にされない。
一方、暗殺犯はジギーを必死に探し回っていた。やがて、ジギーに命の危険が忍び寄る…。

## キャスト
| 役名             | 俳優                     | 日本語吹替 |
| 役名             | 俳優                     | テレビ朝日版 |
| ---------------- | ------------------------ | --- |
| ジギー           | マーク・レスター         | 内海敏彦 |
| アームストロング | ライオネル・ジェフリーズ | 西村晃 |
| ピッパ           | スーザン・ジョージ       | 松金よね子 |
| ガレリア警部     | ジェレミー・ケンプ       | 家弓家正 |
| トム             | トニー・ボナー           | 津嘉山正種 |
| 不明 その他      |                          | 福山象三 京田尚子 小川真司 冨永みーな 若本紀昭 大木民夫 阪脩 藤本譲 西川幾雄 徳丸完 宮下勝 作間功 郷里大輔 鳳芳野 |
|                  |                          | |
| 演出             | 演出                     | 小林守夫 |
| 翻訳             | 翻訳                     | 森田瑠美 |
| 効果             | 効果                     | 遠藤堯雄 |
| 調整             | 調整                     | 平野富夫 |
| 制作             | 制作                     | 東北新社 |
| 解説             | 解説                     | 淀川長治 |
| 初回放送         | 初回放送                 | 1979年2月18日 『日曜洋画劇場』                                                                                    |

## 備考
本作とのタイアップ広告の件で、日本での配給元である大映第一フィルムとロッテが主演のマーク・レスターと協同企画に訴えられ、1976年9月29日に東京地裁で謝罪広告を出すことを命じる判決が下された。